# Abdourahamane Oumarou
Abdourahamane Oumarou, né le 28 octobre 1974 à Khartoum au Soudan, est un homme politique nigérien. Il est ancien député et fut candidat à l'élection présidentielle de décembre 2020 au Niger. Il est le président du parti de l'Union des patriotes panafricanistes (UNPP Incin Africa),.

## Biographie
Issu d'une famille maraboutique, né à Khartoum, au Soudan, il est le fils d'un diplomate. Il est marié et père de deux filles.

### Formation
Il est détenteur d'un master de l'Institut supérieur du management et des affaires (ISMA) de Rabat (Maroc).

### Carrière politique
Abdourahamane Oumarou commence sa carrière politique au sein du Mouvement des patriotes nigériens. Après un premier mandat de député, quelques mois avant les prochaines élections[Quand ?], il démissionne de l'Assemblée nationale, puis il fonde son propre parti, l'UDPP Inci Africa, en 2020,,.